# Miro Zahra
Miro Zahra, bürgerlich: Miroslava Zahradníčková (* 1960 in Böhmen in der Tschechoslowakei), ist eine tschechisch-deutsche Malerin und Kuratorin.

## Leben und Werk
Miro Zahra machte 1979 in Prag ihr Abitur. Ihre künstlerische Ausbildung erhielt sie in einem Studium an der Kunsthochschule Berlin-Weißensee zwischen 1980 und 1985. Noch während des Studiums zog sie nach Plüschow in Mecklenburg. In den Jahren 1990 bis 1993 arbeitete sie am Aufbau des Künstlerhauses Schloss Plüschow, das sie mit ihrem Ehemann Udo Rathke konzipierte. Zwischen 1997 und 2002 und 2005 bis 2009 hatte sie jeweils die Leitung des Künstlerhauses inne. In den Jahren 2012 bis 2014 war sie Vorsitzende des Künstlerbundes Mecklenburg und Vorpommern. Als solche arbeitete sie und engagierte sich für die Veranstaltung „Kunst heute“, eine Kunstveranstaltung mit Kunstkennern und -liebhabern als Zielgruppe. In diesen Jahren war sie ebenfalls Mitglied im Fachbeirat für Kunst am Bau im Finanzministerium Mecklenburg-Vorpommerns und Vizevorsitzende des Verbandes der Kunstmuseen, Galerien und Kunstvereine Mecklenburg-Vorpommern e. V.
Zwischen 2015 und 2017 übernahm Zahra erneut die Leitung des Künstlerhauses Schloss Plüschow. 2019 ließ sich Miro Zahra unter ihrem bürgerlichen und Künstlernamen in Nordwest-Mecklenburg zur Kommunalwahl für die Partei Bündnis 90/Die Grünen aufstellen.
In ihren Werken verwendet Zahra viel Ölfarbe. Sie interessiert sich hierbei besonders für die Farbe, die Struktur und den Prozess der Bilderstellung. Die bevorzugte Farbe in ihrer Ölmalerei ist Rot.

## Ausstellungen

### Einzelausstellungen
- 1989: Galerie am Kamp, Bad Doberan in Mecklenburg-Vorpommern
- 1990: Heinrich Mann Klub, Kunsthalle Rostock; Galerie Mladych in Prag mit Udo Rathke
- 1991: Kunstverein Pinneberg mit Udo Rathke
- 1992: Pastoralcolleg der nordelb. ev.- luth. Kirche in Ratzeburg
- 1994: Atelierausstellung in der Villa Massimo in Rom
- 1996: Kultusministerium des Landes M/V
- 1998: Kunstverein Bad Doberan in Mecklenburg-Vorpommern, Staatliches Museum Schwerin
- 1999: TBA Exhibition Place Chicago, USA
- 2000: Staatliches Museum Schwerin zur Verleihung des Karl Malchin Preises
- 2002: Galerie Brhel, Schwerin, Erster Rügenscher Kunstverein
- 2003: Galerie im Kloster, Kunstverein Ribnitz
- 2005: St.-Marien-Kirche in Rostock
- 2007: Mecklenburgische Versicherungsgruppe in Schwerin, Galerie im Eichenmüllerhaus in Lemgo mit Matthias Kanter, Galerie Kunstfleck
- 2008: St.-Laurentius-Kirche in Schönberg, Kunsthalle Rostock
- 2010: Ausstellung „Alle Farben grau“ im Haus Harig, Hannover
- 2011: Steinfartz&Arp in Rostock
- 2012: "Turn Out", Baumhaus Wismar
- 2014: “Malerei und Arbeiten auf Papier” mit Udo Rathke im Schleswig-Holstein-Haus in Schwerin
- 2015: 
  - Ausstellung "SEIJAKU" mit Bernard Misgajski im Kulturhistorisches Museum Stralsund
  - Ausstellung "Arbeiten auf Papier" in der Galerie Canape in Berlin-Pankow
- 2016: 
  - Ausstellung "Im Fluss – Malerei" im Kunstraum der St. Georgenkirche,
  - Wismar Galerie am Stall, Hude
- 2018: Ausstellung "Die Fahrt ins Blaue", Multimediale Installation, KunstKirche Buchholz mit Rainer Viltz[3]

### Kunst im Öffentlichen Raum
- 1993: Gestaltung der Kapelle in ehem. Kloster in Ratzeburg, (5 großformatige akustische Wandkörper), Teil eines Wettbewerbs
- 1995:
  - Ein Labyrinth aus Findlingsteinen (mit Anna Jacquemart), entstanden im Rahmen des Bildhauersymposium im Nationalpark Müritz in Zusammenarbeit mit Anna Jacquemart
  - LOCUS STANDI, Eine Pflanzarbeit im Wiepersdorfer Forst
- 1996: "Spes" Skulptur im Außenraum, erstellt während des Bildhauersymposions in Weitendorf bei Wismar
- 1996: Bodenplastik im Hof des Gymnasiums am Tannenberg (Grevesmühlen), Wettbewerb
- 1997: Bodenarbeit, Fachhochschule für Schifffahrt Rostock/Warnemünde
- 1998: Pasewalk, Wandzeichnung, Bodenplastik, im Rahmen eines Wettbewerbs, Sparkasse Uecker-Randow
- 2001: Fassadengestaltung eines Gymnasiums in Bad Doberan, im Rahmen eines Wettbewerbs
- 2010: Mahnmal Christuskirche, Rostock[3]

## Auszeichnungen (Auswahl)
- 2000: „Karl Malchin Preis“ der Volks- und Raiffeisenbank Schwerin[3]
- 2006: „Kunstpreis der Mecklenburgischen Versicherungsgruppe“ Kunstsammlungen Neubrandenburg[8]
- 2015: Kulturpreis des Landes Mecklenburg-Vorpommern[9]